# راسکیفا

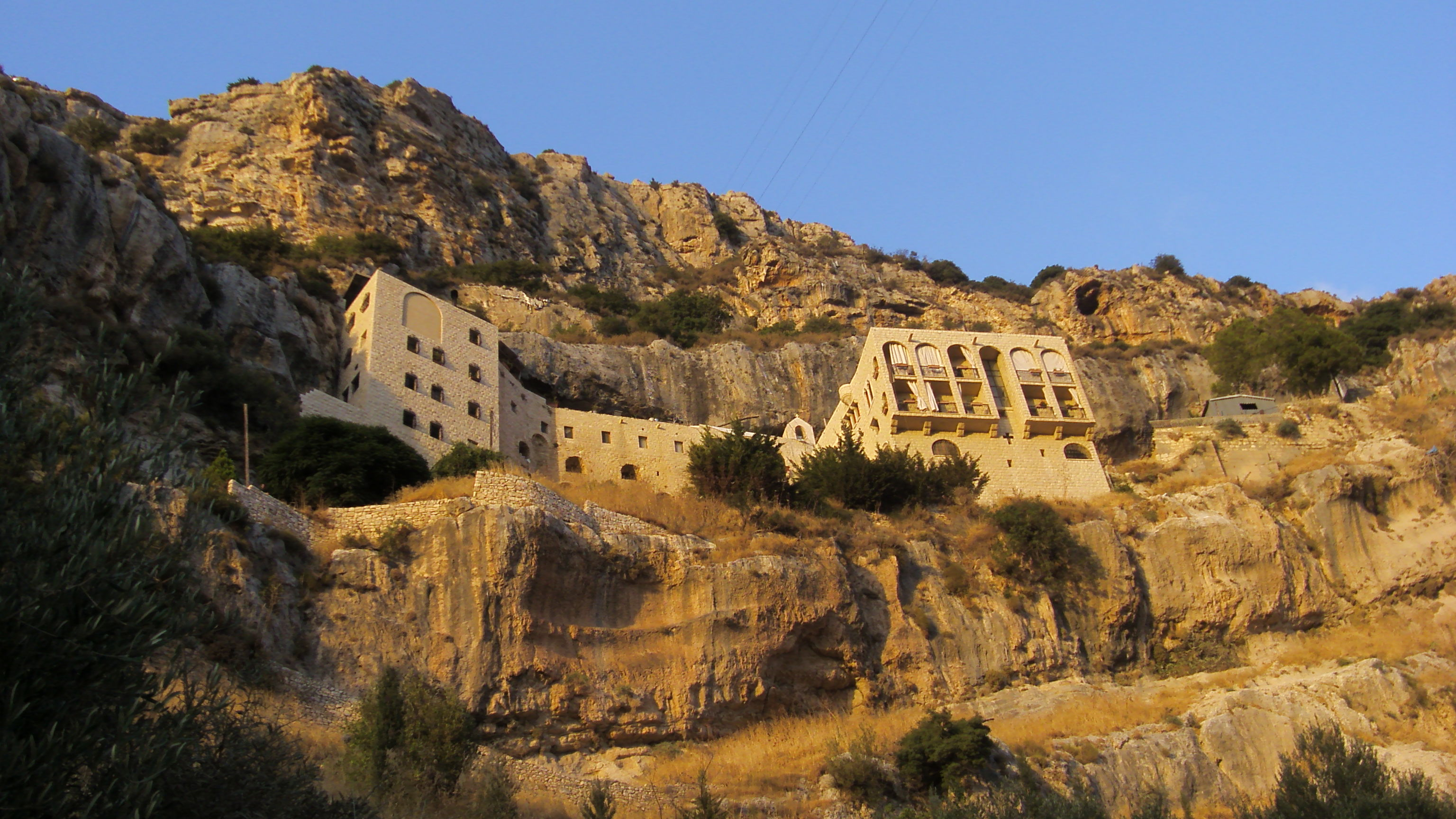
منطقه مسکونی راسکیفا

راسکیفا یک منطقهٔ مسکونی در لبنان است که در استان شمالی لبنان واقع شده‌است.

## خصوصیات
راسکیفا ۴۳۰ متر بالاتر از سطح دریا واقع شده‌است.